# ČEZ
Pour les articles homonymes, voir CEZ.

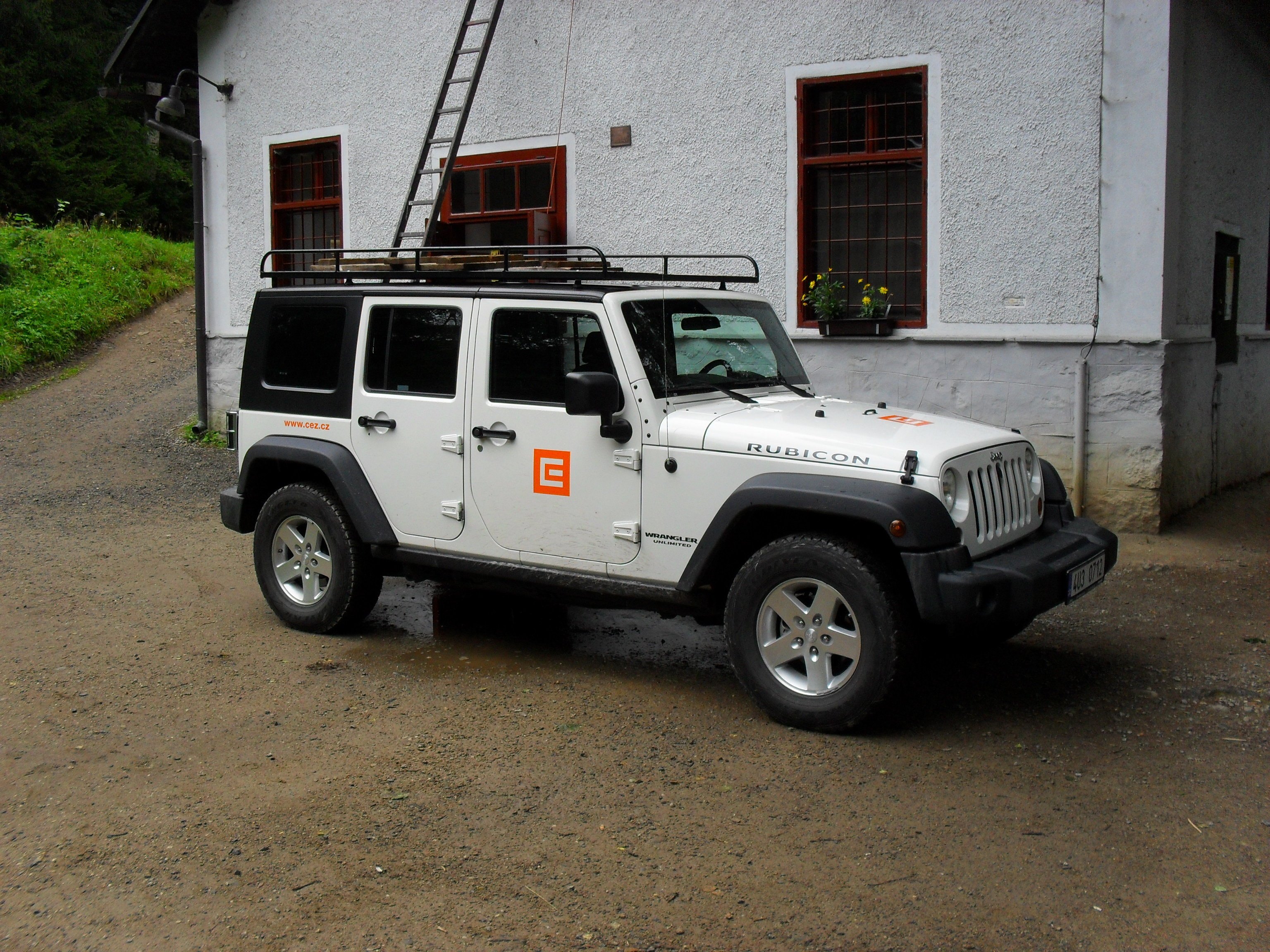

ČEZ est un producteur et distributeur d'électricité qui occupe une position dominante en Tchéquie. La société est contrôlée par l'État tchèque.

## Histoire
ČEZ nait en 1992 de la transformation de l'entreprise publique České energetické závody (Entreprises tchèques énergétiques). Durant les années 90, le parc des centrales électriques est progressivement modernisé et étendu. Un moment-clé pour la société a été l'achèvement de la centrale nucléaire de Temelín. En 2003, ČEZ a racheté la plupart des compagnies régionales de distribution de l'électricité, formant ainsi le Groupe ČEZ et lui donnant un monopole quasi total.
En février 2018, CEZ annonce la vente à Inercom Bulgaria de ses activités en Bulgarie comprenant notamment la distribution d'énergie pour 3 millions de personnes dans le nord-ouest du pays pour une valeur estimée à 300 millions d'euros. Ses activités dans les énergies renouvelables en Europe occidentale (dont la France) sont en vente en 2019 pour répondre aux demandes de l'État tchèque de se concentrer sur l'énergie nucléaire et les centrales thermiques.

## Critiques
En 2005, ČEZ a dégagé des bénéfices records, devenant ainsi l'entreprise tchèque la plus profitable. Les critiques remarquent que ČEZ dispose de facto]d'un monopole de la production d'électricité et que les prix à la consommation élevés sont ce qui lui permet de distribuer généreusement des dividendes à l'État ce qui fait de la société une sorte de discret collecteur des prélèvements obligatoires[réf. nécessaire].
Parmi les critiques se trouvent également les organisations écologiques et le parti vert, Strana zelených, eu égard au projet de la centrale de Temelín (qui a connu quelques problèmes techniques).

## Centrales électriques

### Nucléaires
- Centrale nucléaire de Dukovany
- Centrale nucléaire de Temelín

### Au charbon
- Centrale électrique de Dětmarovice
- Centrale électrique de Hodonín
- Centrale électrique de Chvaletice
- Centrale électrique de Ledvice
- Centrale électrique de Mělník
- Centrale électrique de Počerady
- Centrale électrique de Poříčí
- Centrale électrique de Prunéřov
- Centrale électrique de Tisová
- Centrale électrique de Tušimice

### Hydrauliques
- Centrale hydroélectrique de Dalešice entre les barrages de Dalešice et de Mohelno
- Centrale hydroélectrique de Dlouhé Stráně
- Centrale hydroélectrique de Hněvkovice sur le barrage de Hněvkovice
- Centrale hydroélectrique de Kamýk sur le barrage de Kamýk
- centrale hydroélectrique de Kořensko sur le barrage de Kořensko
- centrale hydroélectrique de Lipno sur le barrage de Lipno
- centrale hydroélectrique de Mohelno sur le barrage de Mohelno
- centrale hydroélectrique d'Orlík sur le barrage d'Orlík
- centrale hydroélectrique de Slapy sur le barrage de Slapy
- centrale hydroélectrique de Štechovice sur le barrage de Štěchovice
- centrale hydroélectrique de Vrané sur le barrage de Vrané
- centrale hydroélectrique de Želina sur le barrage de Tušimice

### Éolienne
- Mravenečník

### Solaire
- Dukovany